# Heberdenia excelsa
Heberdenia excelsa là một loài thực vật thuộc họ Myrsinaceae. Loài này có ở quần đảo Macaronesia do Bồ Đào Nha và Tây Ban Nha quản lý. Chúng hiện đang bị đe dọa vì mất môi trường sống.